# 羽根木公園

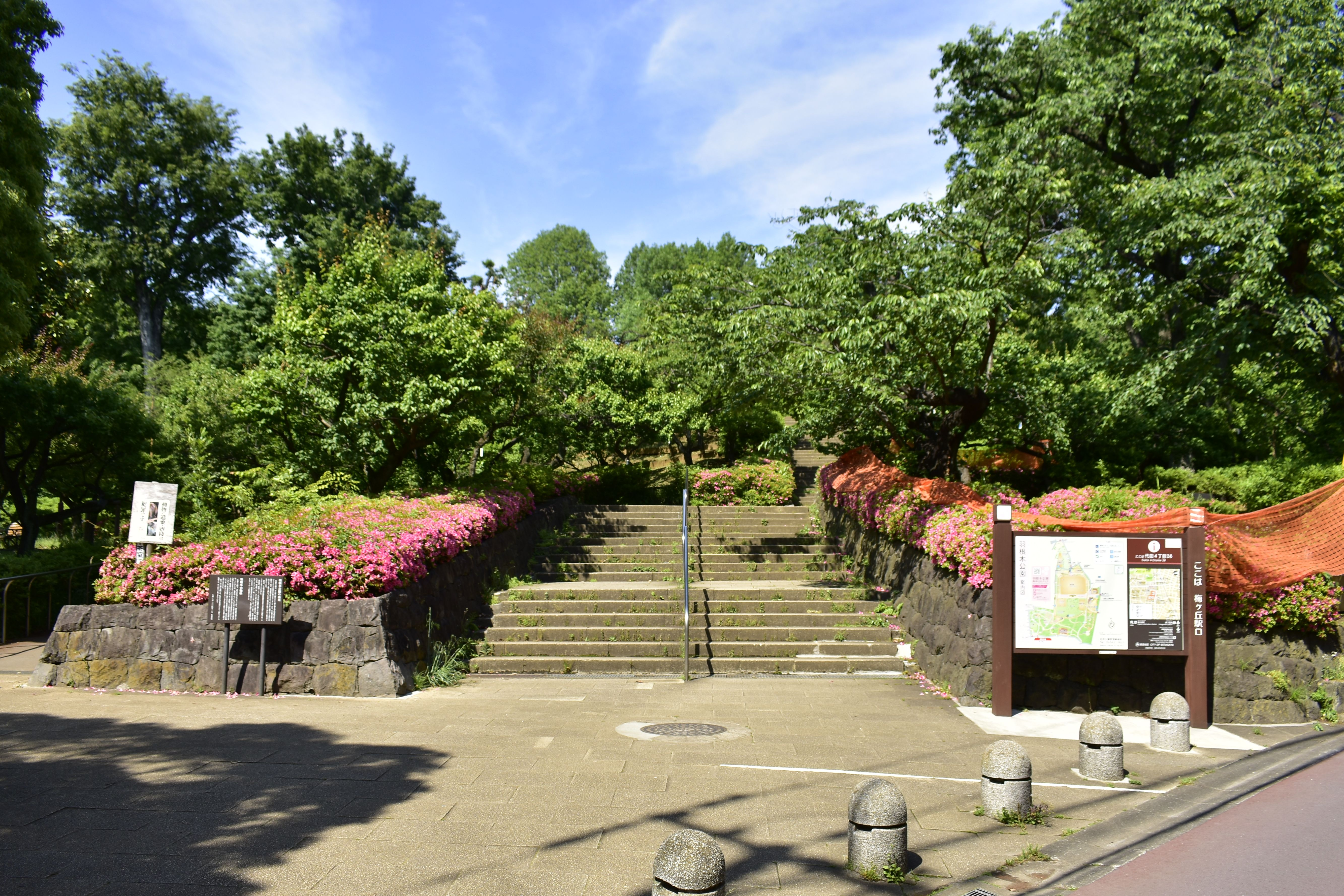
公園正門

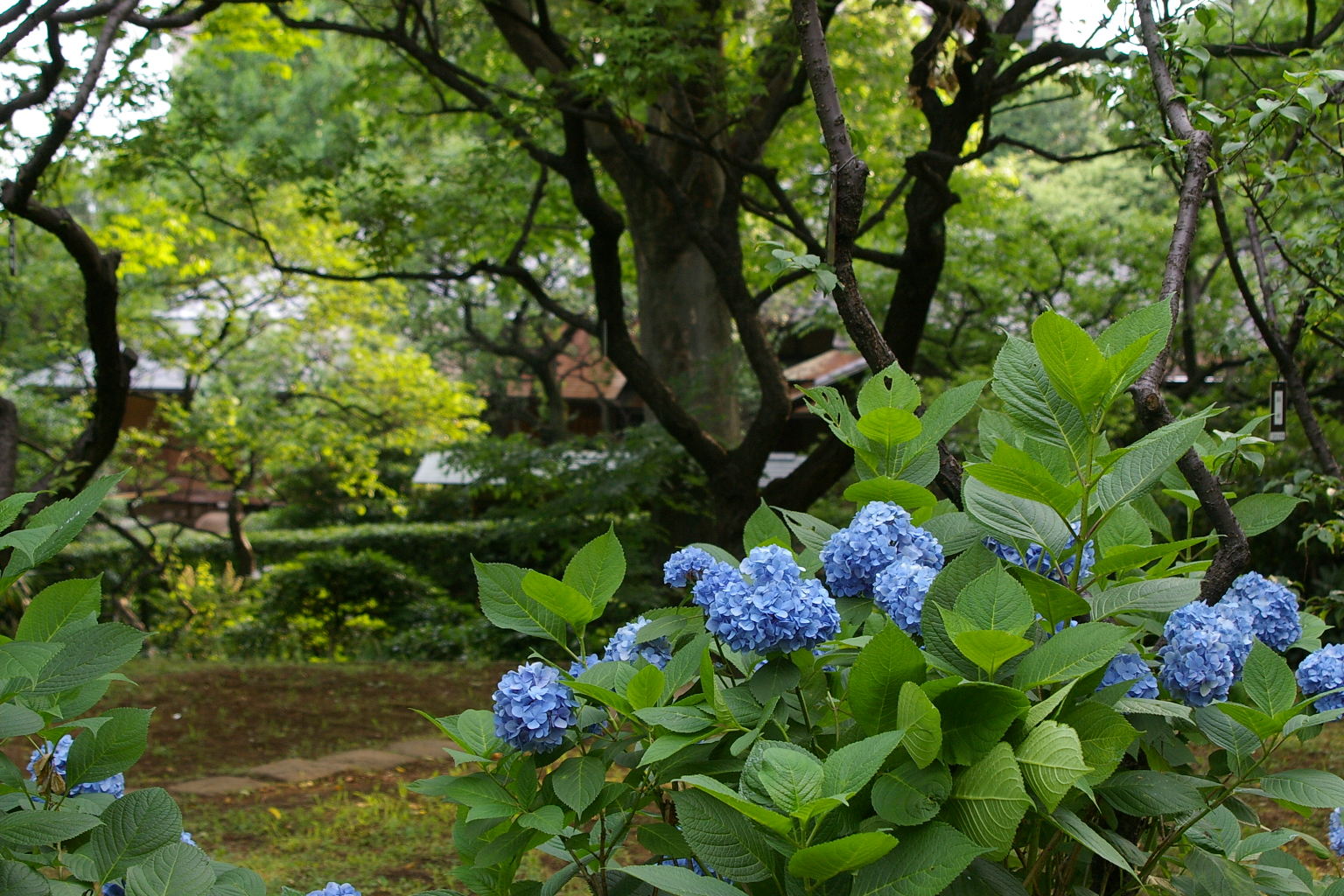
園内のアジサイ

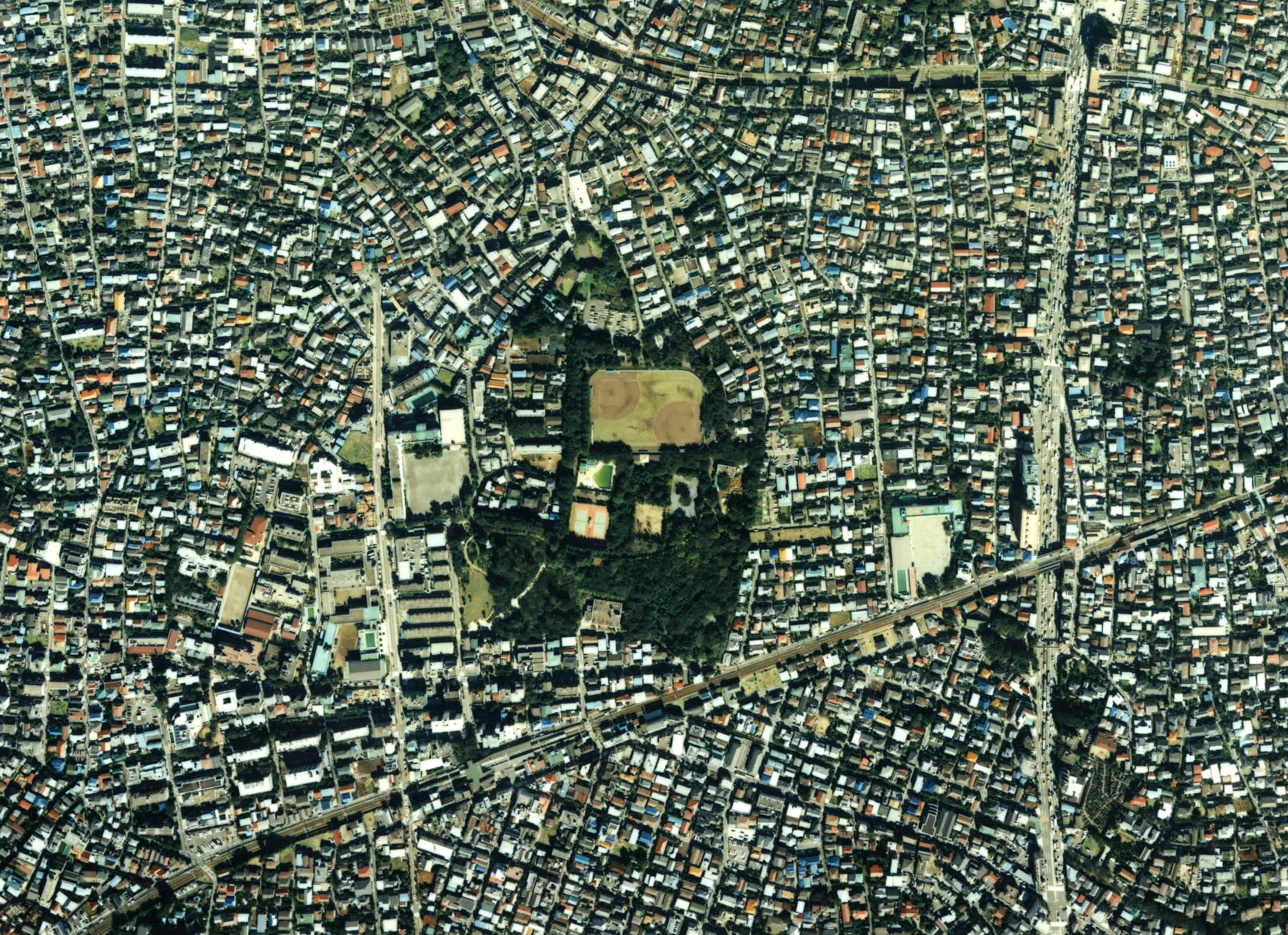
羽根木公園周辺の空中写真。画像中央の緑地が羽根木公園。東側を南北に走る道路は環七通り。1989年撮影。
。

羽根木公園（はねぎこうえん）は、東京都世田谷区代田にある世田谷区立の都市公園である。

## 概要
全体として丘状の地形になっている。古くは一帯に「六郎次」という野鍛冶が住んでいたと伝えられ、「六郎次山」と呼ばれていた。その後、根津財閥の所有地となったため、「根津山」と呼ばれた。1956年に都立公園として開園し、1965年に世田谷区に移管され区立公園となった。
公園内には、羽根木プレーパーク・野球グラウンド・テニスコート・世田谷区立梅丘図書館・茶室「日月庵」などがある。南側の斜面には梅林をはじめ、園内には総計約650本の梅の木が植えられており（1967年、世田谷区議会選出記念として55本が植樹されたものが発端）、梅の名所となっている。梅の花が見頃となる毎年2月には「せたがや梅まつり」が行われる。かつてはプールが存在していたが、2004年に廃止され、跡地は広場として整備された。
また、現在の羽根木公園は代田四丁目の一部であり、「世田谷区羽根木」から離れている。これは両地が共に旧・世田ヶ谷村の飛地だったことによる（両地共に、住居表示実施前は“羽根木町”という町名だった）。
最寄駅は、京王井の頭線東松原駅または小田急線梅ヶ丘駅。